# 어도비 스토리
어도비 스토리(Adobe Story)는 어도비의 협업 스크립트 개발 도구였다. 여기에는 여러 대본에서 일정을 만들 수 있는 스케줄링 도구가 포함되어 있었다. 어도비 스토리는 어도비 크리에이티브 클라우드와 긴밀하게 통합되었다. 웹 기반 애플리케이션, 데스크톱 애플리케이션 및 모바일 앱으로 사용할 수 있었다. 데스크톱 애플리케이션은 온라인 버전과 동기화될 수 있었다.

## 단종
2018년 1월 23일, 어도비는 2019년 1월 22일에 어도비 스토리 CC 및 어도비 스토리 CC 클래식을 단종할 것이라고 발표했다. 어도비는 단종 후 모든 데이터를 삭제할 것이라고 밝혔으므로 고객에게 다양한 데이터 내보내기 옵션을 사용하여 데이터를 마이그레이션할 것을 권장했다.